# Tres Daciae
Трите Дакии или Tres Daciae (на латински: Tres Daciae) е римска провинция от 167 г., която се състои от провинциите Горна Дакия, Долна Дакия и Dacia Porolissensis (Dacia Apulensis, Dacia Malvensis и Dacia Porolissensis). През 271 г. император Аврелиан се отказва от провинциите отвъд Дунав.

## Градове на провинцията
- Апулум
- Arcidava
- Buridava
- Диерна
- Drobeta
- Напока
- Optatiana
- Пелендава
- Porolissum
- Потаиса
- Resculum
- Romula, Malva
- Rusidava
- Salinae (Dacia)
- Samum
- Сукидава
- Tibiscum
- Улпия Траяна Сармизегетуза